# Diocesi di Monteverde

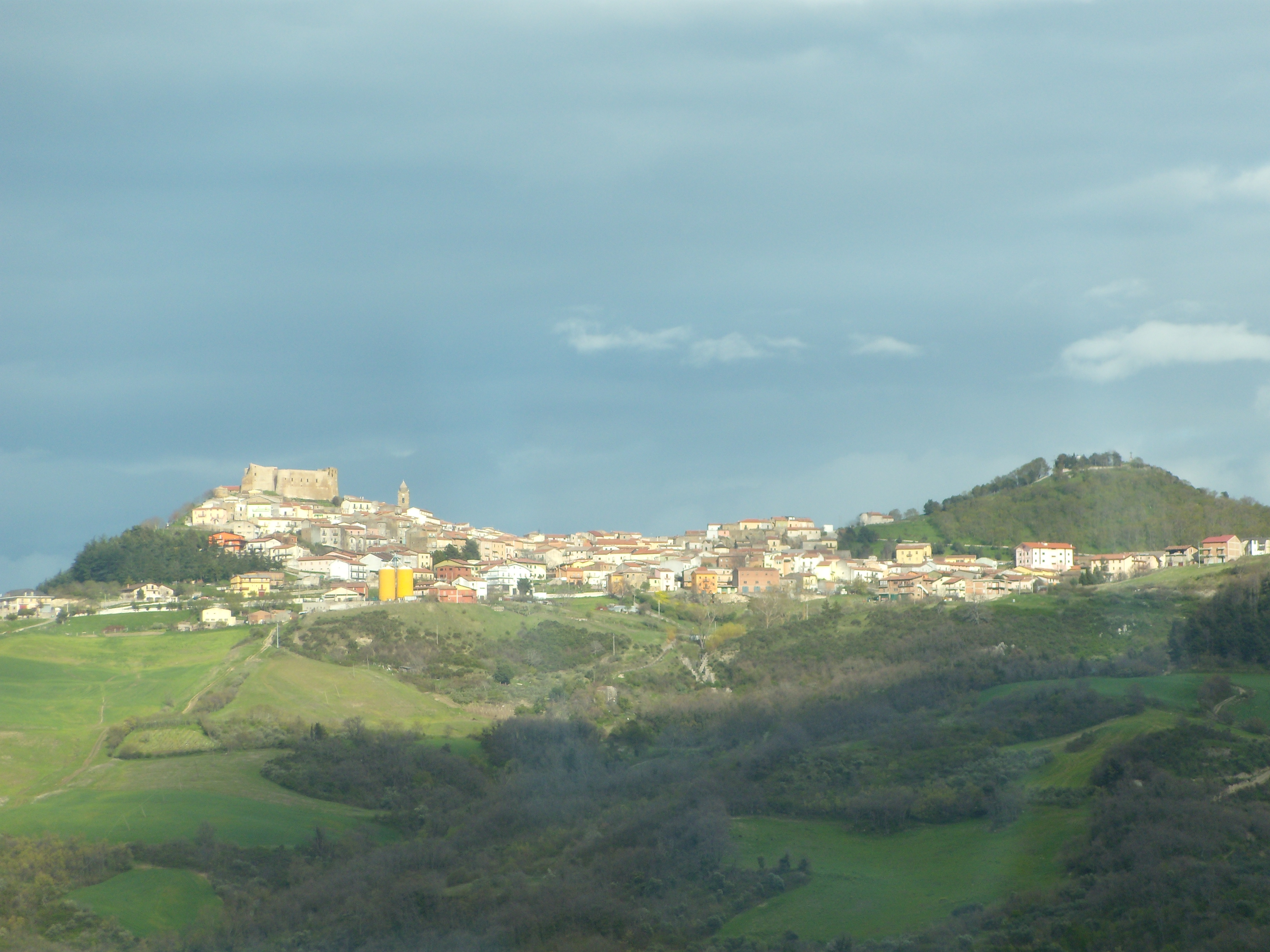
Panorama di Monteverde.

La diocesi di Monteverde (in latino Dioecesis Montis Viridis) è una sede soppressa e sede titolare della Chiesa cattolica.

## Territorio
La diocesi comprendeva i paesi di Monteverde e di Carbonara (oggi Aquilonia), nell'attuale provincia di Avellino.
Sede vescovile era Monteverde, dove fungeva da cattedrale la chiesa di Santa Maria Maggiore, unica parrocchia della città episcopale e del suo territorio. L'attiguo palazzo episcopale è stato demolito nel 1882. Il capitolo della cattedrale era composto da una sola dignità (l'arciprete), e da cinque canonici. A Carbonara sorgeva la seconda parrocchia della diocesi, con il titolo di collegiata, con un proprio capitolo composto anch'esso da un arciprete e cinque canonici.

## Storia
Incerta è l'origine della diocesi di Monteverde, attestata per la prima volta nella metà dell'XI secolo. Il primo vescovo documentato è Masio, che prese parte a Roma nel 1050 alla solenne canonizzazione di san Gerardo di Toul e ne sottoscrisse il decreto sinodale. Questo vescovo potrebbe identificarsi con il vescovo Maio, il cui nome si trova in due diplomi del 1059 e del 1079. Un anonimo vescovo, indicato con la sola iniziale A., è menzionato in una carta di papa Gregorio VII, scritta tra il 1080 ed il 1085.
Lacunosa è la cronotassi dei vescovi di Monteverde per i tre secoli successivi. Per il XII secolo sono noti solo due vescovi. Nicolò prese parte al concilio lateranense del 1179 ed è forse lo stesso vescovo anonimo che due anni prima sottoscrisse ad un atto di donazione. Nel 1197 Pietro partecipò alla consacrazione della chiesa di San Marco a Bovino. Incerta è l'esistenza del vescovo Mario, documentato nel 1175 e nel 1177 ma in documenti ritenuti spuri.
Non è chiaro se la diocesi di Monteverde facesse parte, fin dalla sua prima menzione (1050), della provincia ecclesiastica dell'arcidiocesi di Conza, a causa dell'incertezza della istituzione di questa sede metropolitana, che in documenti del 1051 e del 1059 risulta essere ancora suffraganea di Salerno. Probabilmente in origine Monteverde era una diocesi immediatamente soggetta alla Santa Sede. Solo dal 1098 appare la suffraganeità di Monteverde a Conza.
Il 3 luglio 1531 papa Clemente VII decise l'unione aeque principaliter della piccola diocesi di Monteverde con l'arcidiocesi di Nazareth (con sede a Barletta), a cui già dal 1455 era unita anche la diocesi di Canne. Questa decisione fu confermata da papa Paolo III il 3 novembre 1534 con la bolla Aequum reputamus e divenne effettiva alla morte dell'arcivescovo nazareno Filippo Adimari, quando nel mese di novembre 1536 l'ultimo vescovo di Monteverde, Gerolamo De Caro, fu nominato arcivescovo di Nazareth e vescovo di Canne. Da questo momento i vescovi di Barletta governarono la diocesi di Monteverde fino all'inizio dell'Ottocento.
In seguito al concordato tra papa Pio VII e Ferdinando I, il 27 giugno 1818 con la bolla De utiliori dello stesso papa Pio VII la diocesi di Monteverde fu soppressa ed il suo territorio incorporato in quello della diocesi di Sant'Angelo dei Lombardi.
Dal 1968 Monteverde è annoverata tra le sedi vescovili titolari della Chiesa cattolica; dal 27 gennaio 2012 l'arcivescovo, titolo personale, titolare è Luciano Russo, segretario per le rappresentanze pontificie.

## Cronotassi

### Vescovi
- Masio (o Maio) † (prima del 1050 - dopo il 1079)[3]
- A. † (menzionato nel 1080/1085)[6]
- Mario ? † (prima del 1175 - dopo il 1177)[7]
- Anonimo † (menzionato nel 1177)[3]
- Nicolò † (menzionato nel 1179)[3]
- Pietro I † (menzionato nel 1197)[8]
- Anonimo † (menzionato nel 1217)[8]
- Buonuomo † (menzionato nel 1229)[8]
- Matteo I † (prima del 1261 - 1266 dimesso o deceduto)[8][9]
- Pietro II † (1267 - dopo il 1271)[8]
- G. † (menzionato nel 1277)[8]
- Goberto † (prima del 1280 - dopo il 1291)[10]
- Leonardo † (? - 1348 deceduto)
- Matteo II † (30 marzo 1348 - dopo il 1367)
- Obbedienza avignonese:
  - Giovanni III † (menzionato nel 1382 - ? deceduto)
  - Nicolò † (10 maggio 1386 - ?)
- Obbedienza romana:
  - Francesco Bellanti † (? - 1384 nominato vescovo di Veroli)
  - Lorenzo † (1384 - 1390 deceduto)
- Pietro II di Roccargento, O.E.S.A. † (14 novembre 1390 - 1418 deceduto)
- Tommaso di Taurasi † (27 luglio 1418 - ?)
- Matteo III † (20 dicembre 1422 - 1464 deceduto)
- Viviano de' Viviani da Salerno † (26 settembre 1464 - 1492 deceduto)
- Francesco da Oliveto † (10 dicembre 1492 - 1499 deceduto)
- Pietro III, O.P. † (19 luglio 1499 - 1502 deceduto)
- Bartolomeo Mondelli di Campagna † (24 ottobre 1502 - ? deceduto)
- Giovanni da Salerno, O.P. † (18 dicembre 1504 - 1506 deceduto)
- Bartolomeo di Capoferro di Melfi † (14 ottobre 1506 - 1521 deceduto)
- Gerolamo De Caro † (13 marzo 1521 - novembre 1536 nominato arcivescovo di Nazareth)
  - Sede unita all'arcidiocesi di Nazareth (1536-1818)

### Vescovi titolari
- Josef Schoiswohl † (10 giugno 1969 - 26 febbraio 1991 deceduto)
- John Joseph Glynn † (10 dicembre 1991 - 23 agosto 2004 deceduto)
- Luigi Padovese, O.F.M.Cap. † (11 ottobre 2004 - 3 giugno 2010 deceduto)
- Luciano Russo, dal 27 gennaio 2012